# بهمن فرزانه
بهمن فرزانه (۱۳۱۷–۱۷ بهمن ۱۳۹۲) نویسنده و مترجم بیش از ۵۰ کتاب به فارسی بود؛ ترجمه‌های او بسیاری از نویسندگان مطرح جهان را به ایرانیان معرفی کرده‌است.
فرزانه بر زبان‌های ایتالیایی، انگلیسی، اسپانیایی و فرانسوی مسلّط بود. او سال‌ها در ایتالیا (شهرهای فلورانس و رم) زندگی کرد. در بهار ۱۳۹۲ به قصد استراحت به ایران بازگشت و اعلام کرد دیگر قصد رفتن به ایتالیا را ندارد؛ وی در هفدهم بهمن ۱۳۹۲ در ۷۵ سالگی در تهران درگذشت.
به گزارش ایسنا، مراسم خاک‌سپاری بهمن فرزانه ۱۹ بهمن‌ماه ۱۳۹۲ با حضور خانواده‌اش و چند نفر از ناشران آثارش در قطعه نام‌آوران بهشت زهرا (س) برگزار شد و پیکرش در قطعه ۲۵۵، ردیف ۳۷، شماره ۱۰ در کنار افرادی همچون کاظم معتمدنژاد، احمد کسیلا، عباس حری و شکرالله بابان آرام گرفته‌است.

## زندگی
بهمن فرزانه در سال ۱۳۱۷ شمسی زاده شد. از جانب پدرش از نوادگان حکیم‌الممالک و از طرف مادر نواده صادق مستشارالدوله بود. پس از طی تحصیلات مقدماتی، به مدرسه عالی مترجمی سازمان ملل رفت. در ۲۶ سالگی نخستین کتاب را از تنسی ویلیامز ترجمه کرد و پس از آن مدّتی به همکاری با شرکت‌های فیلم‌سازی ایتالیا پرداخت و فیلم‌نامه‌ای نیز نوشت که به تولید فیلم رسید.
فرزانه در انتخاب کتاب برای ترجمه دقّت زیادی به‌کار می‌بُرد و هنگامی‌که تصمیم به ترجمهٔ کتابی می‌گرفت کار ترجمه را به‌طور منظم و در ساعت‌های مشخص انجام می‌داد. به گفته خودش «من هنوز قدیمی مانده‌ام و هنوز با دست می‌نویسم» و از رایانه استفاده نمی‌کرد.
او آثار تنسی ویلیامز، گراتزیا کوزیما دلدا، آلبا دسس پدس، لوئیچی پیراندللو، گابریل گارسیا مارکز، آنا کریستی، اینیاتسیو سیلونه، رولد دال، گابریل دانونزیو، واسکو پراتولینی، ایروینگ استون، جین استون و … را به فارسی برگردانده‌است.

### تألیف
- فیلمنامه در نیمه بسته[۳]
- چرک‌نویس[۷]
- مجموعه داستان سوزن‌های گمشده[۷]
- ۲۰۰۸ - رمان سرباز دل[۷]

### ترجمه
- صد سال تنهایی، اثر گابریل گارسیا مارکز[۸]
- بر لبه پرتگاه، از گراتزیا کوزیما دلدا[۶]
- کبوترها و بازها، از گراتزیا کوزیما دلدا[۶]
- عروسک فرنگی[۱]
- حریق در باغ زیتون، از گراتزیا کوزیما دلدا[۱][۶]
- به نوبت[۱]
- عذاب وجدان[۱]
- خاکستر، از گراتزیا کوزیما دلدا[۱][۶]
- خانواده‌ای محترم[۱]
- راز مرد گوشه‌گیر، از گراتزیا کوزیما دلدا[۱][۶]
- چشم‌های سیمونه، از گراتزیا کوزیما دلدا[۱][۶]
- وسوسه، از گراتزیا کوزیما دلدا[۶]
- تازه عروس[۱]
- یک دسته گل بنفشه[۱]
- درخت تلخ[۱]
- محبت[۱]
- راه خطا، از گراتزیا کوزیما دلدا[۱][۶]
- رقص گردنبند، از گراتزیا کوزیما دلدا[۶]
- عشق در زمان وبا از گابریل گارسیا مارکز[۱]
- هیچ‌یک از آن‌ها بازنمی‌گردد[۱]
- عشق و جنایت در سیسیل[۱]
- دوازده داستان سرگردان[۱]
- عشق و جنایت در سیسیل، از لوییچی کاپوان[۷]
- عشق‌های بدون عشق، از پیر آندلو
- اژدها خانم و دیگر افسانه‌ها، مجموعه داستان از لوئیجی کاپوآنا
- دوازده داستان سرگردان، از گابریل گارسیا مارکز
- دیر یا زود، از آلبا دسس پدس
- دفترچه ممنوع، از آلبا دسس پدس
- از طرف او، از آلبا دسس پدس
- داستان خانوادگی، از واسکو پراتولینی
- بیگناه، از گابریل دانونزیو
- طوطی، از سوزانا تامارو
- توسری خور، از گابریله دانونزیو
- شش شخصیت در جست و جوی نویسنده، از لوئیجی پیراندلو

یک مشت تمشک از سیلونه